# Don't Fix Me
«Don't Fix Me» es un sencillo de la banda finlandesa Blind Channel, lanzado el 9 de julio de 2022 como el quinto de su cuarto álbum de estudio Lifestyles of the Sick & Dangerous.

## Descripción
Este es el segundo tema del disco y según explicó el cantante Joel Hokka había sido tomado en consideración para su participación en el Uuden Musiikin Kilpailu 2020. Con la llegada de Pandemia de COVID-19, el sexteto tuvo oportunidad volver a trabajar en la estructura musical de la pieza, haciéndola más Pop punk que la versión original.

## Vídeo musical
El video, fue dirigido por Joona Mäki, estuvo disponible para coincidir con el lanzamiento del sencillo a través del canal de YouTube del grupo y es un collage de imágenes de la gira estadounidense con From Ashes to New y la gira europea. con Eskimo Callboy.